# Monthly Film Bulletin
Pour les articles homonymes, voir MFB.
Le Monthly Film Bulletin (MFB) est un périodique de cinéma britannique mensuel publié par le British Film Institute (BFI) entre 1934 et mai 1991. À cette date il a fusionné avec Sight and Sound, une autre publication du BFI.
Outil de référence, le MFB publiait des fiches techniques et de courtes critiques pour la totalité des films sortis en salle au Royaume-Uni, alors que S&S proposait – et propose toujours – des articles approfondis sur une sélection de films.
La collection complète a été numérisée. Sa consultation est payante.